# Jiří Tuž
Jiří Tuž (* 23. listopadu 2004 Frýdlant) je český běžec na lyžích. Je odchovancem Ski klubu Jablonec nad Nisou. 

## Sportovní kariéra
Z mateřského Ski klubu Jablonec nad Nisou přestoupil v roce 2021 do TJ Dukla Liberec. Ve Světovém poháru debutoval 2. března 2024 v Lahti v závodě na 20 km klasicky, kde doběhl na 46. místě. Nejlepšího umístění své úvodní sezóny pak dosáhl o dva týdny později ve Falunu, kde v klasickém sprintu skončil na 38. místě.
Od sezóny 2024/2025 již byl členem seniorské reprezentace, jeho výsledky v úvodních závodech sezóny však poznamenala operace slepého střeva, kterou musel během přípravy absolvovat.

### Výsledky ve Světovém poháru
| Sezóna  | Věk | Sezónní výsledky | Sezónní výsledky | Sezónní výsledky | Sezónní výsledky | Výsledky na Ski Tour | Výsledky na Ski Tour | Výsledky na Ski Tour | Výsledky na Ski Tour |
| Sezóna  | Věk | Počet startů     | Celkově          | Distance         | Sprinty          | Nordic Opening       | Tour de Ski          | WC Final             |                      |
| ------- | --- | ---------------- | ---------------- | ---------------- | ---------------- | -------------------- | -------------------- | -------------------- | -------------------- |
| 2023/24 | 19  | 6                | 159.             | 133.             | 98.              | —                    | —                    | —                    |                      |
| 2024/25 | 20  |                  |                  |                  |                  | —                    | —                    | —                    |                      |

### Výsledky na MS
| Rok  | Věk | 10 km | 20 km skiatlon | 50 km hromadný start | sprint | 4 × 7,5 km štafeta | sprint dvojic |
| ---- | --- | ----- | -------------- | -------------------- | ------ | ------------------ | ------------- |
| 2025 | 20  | —     | —              | —                    | 29.    | 11.                | 7.            |